# Auckland-Stromkrise von 1998
Die Auckland-Stromkrise von 1998 war ein fünfwöchiger Stromausfall im Central Business District von Auckland in Neuseeland.
Zu Beginn des Jahres 1998 wurde die Innenstadt von Auckland durch Mercury Energy über lediglich vier Hochspannungskabel mit elektrischer Energie versorgt. Zwei davon waren 40 Jahre alte Ölkabel. Eine dieser Leitungen fiel am 20. Januar vermutlich aufgrund des ungewöhnlich heißen und trockenen Wetters aus (Hochsommer auf der Südhalbkugel), eine weitere am 9. Februar. Die beiden verbleibenden Leitungen wurden durch die Ausfälle verstärkt belastet und fielen schließlich am 19. und 20. Februar auch aus. Damit hatte praktisch die gesamte Innenstadt keinen Strom mehr.
Die Queen Street war in den ersten Tagen nahezu ausgestorben, da nur wenige Geschäfte geöffnet waren. Einige trugen ihre Waren zum Verkauf auf die Straße, starker Regen in der ersten Woche unterband diesen Ausweg jedoch. Um wichtige Betriebe und Geschäfte mit Strom zu versorgen, wurden Generatoren aus dem ganzen Land geholt. Der Lärm der Generatoren in der Queen Street schreckte die Kunden aber ab. Man schätzt, dass der Stromausfall die Händler der Innenstadt mindestens 60.000 NZD pro Woche kostete.
Das Ereignis wurde zu einem internationalen Medienspektakel. Die Tatsachen wurden im Ausland häufig übertrieben dargestellt oder ausgeschmückt, so dass der Eindruck entstand, dass die gesamte Stadt oder selbst die gesamte Insel ohne Strom sei.
Es dauerte fünf Wochen, bevor ein oberirdisches Notkabel die Innenstadt wieder mit Strom versorgte. Während des Stromausfalls arbeitete der größte Teil der 74.000 Beschäftigten des betroffenen Stadtteils von zu Hause aus oder in ausgelagerten Büros in den Vororten. Einige Unternehmen versetzten ihre Angestellten in andere Städte Neuseelands oder sogar nach Australien. Die meisten der 6.000 Bewohner mussten andere Unterkünfte suchen.